# 哈克尼維爾 (阿拉巴馬州)
哈克尼維爾（英語：Hackneyville）是位於美國阿拉巴馬州塔拉普薩縣的一個非建制地區和人口普查指定地區。根據2010年美國人口普查，該地人口為347人，而該地的面積約為23.25平方千米。

## 地理
哈克尼維爾的座標為33°03′37″N 85°55′59″W / 33.06028°N 85.93306°W，而該地最高點為海拔高度214米（即702英尺）。